# Alfred von Barry
Alfred d'Orsay von Barry (7. května 1830 Janov – 2. července 1907 Langwies) byl rakousko-uherský admirál irského původu. U c. k. námořnictva sloužil od roku 1847 a zúčastnil se několika válek. V roce 1871 byl povýšen do hodnosti kontradmirála a řadu let zastával funkci velitele válečných přístavů v Terstu a Pule. V roce 1878 byl povýšen do šlechtického stavu a v roce 1884 byl penzionován v hodnosti viceadmirála.

## Biografie

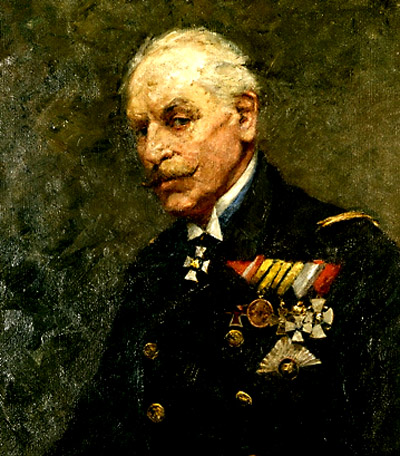
Alfred von Barry jako viceadmirál ve výslužbě (1903)

Pocházel ze staré irské rodiny, narodil se jako mladší syn Charlese Frisby Barryho (1790–1833), který se uplatnil jako bankéř v Janově. Alfred studoval soukromě a v letech 1843–1847 navštěvoval námořní akademii v Benátkách, kde také v roce 1847 začal službu u benátského arzenálu jako kadet. V revolučních bojích v letech 1848–1849 se zúčastnil blokády Benátek a Ancony a v roce 1849 získal hodnost praporčíka. Poté vystřídal službu na různých plavidlech, mimo jiné na obchodních lodích. V roce 1854 byl povýšen na poručíka I. třídy a působil u námořní základny v Terstu. Dvakrát cestoval do Londýna, jednou obchodně, podruhé ke studijnímu pobytu (1854, 1858). V roce 1859 se zúčastnil války se Sardinií a v listopadu téhož roku byl povýšen na korvetního kapitána.

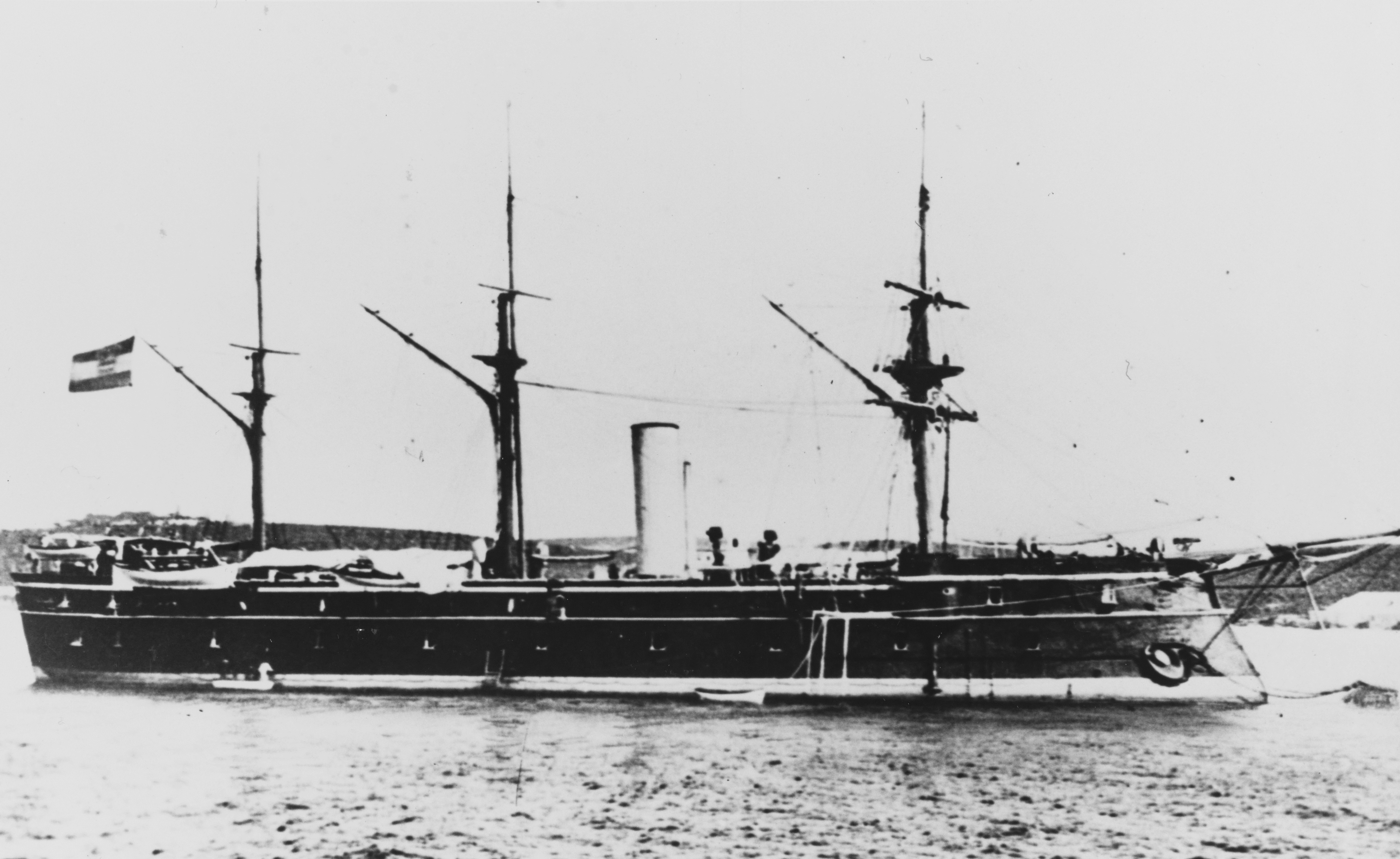
Fregata SMS Erzherzog Ferdinand Max, vlajková loď kapitána Alfreda Barryho v letech 1867–1869

Po roce 1860 působil u arzenálu v Pule, kde byl také zástupcem velitele pevnosti (1860–1861), později byl zástupcem velitele přístavu v Benátkách (1861–1862) a námořní základny v Terstu (1864). Mezitím byl již v roce 1860 povýšen na fregatního kapitána a jako velitel pancéřové fregaty SMS Radetzky se zúčastnil dánsko-německé války (1864). Ve válce s Itálií byl velitelem fregaty SMS Prinz Eugen a zúčastnil se bitvy u Visu (1866). V roce 1866 získal hodnost kapitána řadové lodi a poté byl velitelem fregaty SMS Erzherzog Ferdinand Max jako vlajkové lodi eskadry. V letech 1869–1871 byl velitelem oblastního námořního velitelství v Terstu.
K datu 29. října 1871 byl povýšen na kontradmirála a v letech 1871–1876 zastával funkci velitele námořního arzenálu v Pule. V letech 1876–1878 byl na vlajkových lodích SMS Custozza a SMS Habsburg velitelem eskadry v Jaderském moři. Nakonec byl v letech 1878–1884 velitelem námořní základny v Pule. K datu 1. května 1884 byl penzionován v hodnosti viceadmirála.
Po odchodu do výslužby žil převážně ve Vídni. Zemřel v roce 1907 ve věku 76 let v Langwiesu v Horním Rakousku nedaleko Gmundenu, pohřben byl na hřbitově ve vídeňské čtvrti Gersthof.

## Rodina
Byl ženatý s Virginií Lambertovou (1831–1900) a měl s ní syna Charlese Eduarda (1854–1921)
Alfredův starší bratr Richard (1825–1866) byl také námořním důstojníkem a jako kapitán na vlajkové lodi SMS Novara doprovázel arcivévodu Maxmiliána do Mexika. Po návratu do Evropy zemřel v Terstu na tyfus. V další generaci vynikl Richardův syn Wilhelm Richard von Barry (1861–1937), který za první světové války dosáhl hodnosti viceadmirála.

## Tituly a ocenění
V roce 1878 byl povýšen do šlechtického stavu s titulem rytíř (Ritter von Barry). Během služby u námořnictva se stal nositelem vysokých vyznamenání v Rakousku-Uhersku i v zahraničí.

### Rakousko-Uhersko
- Válečná pamětní medaile (1864)
- rytířský kříž Leopoldova řádu s válečnou dekorací (1866)
- Válečná medaile (1873)
- Služební odznak pro důstojníky III. třídy (1882)
- Vojenská záslužná medaile (1884)
- Jubilejní pamětní medaile  (1898)

### Zahraničí
- Řád Medžidie IV. třídy (1859, Osmanská říše)
- komandérský kříž Řádu Guadalupe (1867, Mexiko)
- důstojnický kříž Řádu sv. Mořice a sv. Lazara (1867, Itálie)
- komandér Řádu Spasitele (1871, Řecko)
- Řád Osmanie III. třídy (1871, Osmanská říše)
- komandér Řádu italské koruny (1871, Itálie)
- Řád pruské koruny II. třídy (1878, Německo)
- Řád Medžidie II. třídy (1878, Osmanská říše)